# 1-я воздушная армия (СССР)
1-я воздушная армия — оперативное формирование (объединение, воздушная армия) авиации РККА Вооружённых сил СССР во время Великой Отечественной войны.
Сформирована 10 мая 1942 года приказом Народного комиссара обороны СССР № 0081 от 5 мая 1942 года на основе ВВС Западного фронта.
10 января 1949 года переименована в 26-ю воздушную армию.

## История наименований
Наименование формирования, в различный период времени:
- ВВС Минского военного округа (28.11.1918 г.);
- ВВС Западного военного округа (14.12.1918 г.);
- ВВС Белорусского военного округа (02.10.1926 г.);
- ВВС Белорусского особого военного округа (26.07.1936 г.);
- ВВС Белорусского фронта (01.09.1939 г.);
- ВВС Белорусского особого военного округа (14.11.1939 г.);
- ВВС Западного особого военного округа (11.07.1940 г.);
- ВВС Западного фронта (22.06.1941 г.);
- 1-я воздушная армия (05.05.1942 г.);
- 26-я воздушная армия (20.02.1949 г.);
- 26-я воздушная Краснознамённая армия (22.02.1968 г.);
- ВВС Белорусского военного округа (04.1980 г.)[4][5];
- 26-я воздушная Краснознамённая армия (05.1988 г.).
- Военно-воздушные силы Республики Беларусь (15.06.1992 г.);
- Военно-воздушные силы и Войска ПВО Вооружённых Сил Республики Беларусь (2001 г.).

## Боевой путь
В 1942 году воздушная армия поддерживала наступление войск Западного фронта на юхновском, гжатском и ржевском направлениях. Участвовала в Ржевско-Сычёвской, Ржевско-Вяземской, Орловской, Смоленской, Оршанской, Витебской, Белорусской, Мемельской, Гумбиннен-Гольдапской и Восточно-Прусской наступательных операциях, а также в воздушной операции по уничтожению немецкой авиации на аэродромах в мае 1943 года.
Всего за годы войны лётчиками 1 ВА совершено свыше 290 000 самолёто-вылетов. За боевые заслуги 5 её соединений и частей получили почётное звание и преобразованы в гвардейские, 50-и присвоены почётные наименования, 44 награждены орденами; свыше 17 тысяч её воинов награждены орденами и медалями, 145-и лётчикам и штурманам присвоено звание Героя Советского Союза, а 17 человек удостоены этого звания дважды.

## В составе
С момента образования воздушная армия входила в состав:
- Западного фронта;
- 3-го Белорусского фронта — с 24 апреля 1944 года до конца войны.

## Командный состав

### Командующие армией
- 5 мая 1942 года — генерал-лейтенант авиации Т. Ф. Куцевалов
- 18 июня 1942 года — генерал-майор авиации, генерал-лейтенант авиации (с 17 марта 1943) С. А. Худяков
- 27 мая 1943 года — генерал-лейтенант авиации М. М. Громов
- 3 июля 1944 года — генерал-полковник авиации Т. Т. Хрюкин[6][7]

### Начальники штаба
- 5 мая 1942 года — 9 августа 1944 года — полковник, генерал-майор авиации (с марта 1943) А. С. Пронин
- 12 февраля 1945 года — генерал-майор авиации И. М. Белов[7]
- декабрь 1950 года — декабрь 1953 года — генерал-майор авиации А. С. Дземешкевич

### Заместители командующего армией
- 5 мая 1942 года — 11 мая 1942 года — полковник Самохин, Иван Климентьевич[8]
- 12 мая 1942 года — 7 августа 1942 года — полковник Кулдин, Леонид Григорьевич, погиб в воздушном бою[9]

### Военные комиссары, замполиты
- 5 мая 1942 года — бригадный комиссар, полковник (с 20 декабря 1942), генерал-майор авиации (с 9 апреля 1943) И. Г. Литвиненко
- С 9 октября 1942 года должность называется заместитель командующего по политчасти.
- 23 марта 1945 года — генерал-майор авиации И. Т. Чернышёв[10]

## Состав
Первоначально в состав армии согласно приказу НКО СССР вошло управление, 4 авиадивизии и другие части:
- 201-я истребительная авиационная дивизия;
- 202-я истребительная авиационная дивизия;
- 203-я смешанная авиационная дивизия;
- 204-я смешанная авиационная дивизия;
- 3-й отдельный учебно-тренировочный авиационный полк (период боевых действий с 30.10.1942 по 20.01.1943. Переформирован в 1-ю учебно-тренировочную авиационную бригаду, период боевых действий с 20.01.1943 по 15.09.1944 гг.)[12];
- 1-я разведывательная авиационная эскадрилья (в составе двух звеньев (всего 6 самолётов));
- отдельная авиационная эскадрилья связи (10 самолётов У-2);
- 901-й лёгкий бомбардировочный авиационный полк (20 самолётов У-2);
- и другие формирования.

Приказом НКО СССР № 00101 от 23 мая 1942 года состав 1 ВА изменён, число дивизий составило 13:

### Боевой состав на 1942 год
| - 201-я истребительная авиационная дивизия - 202-я истребительная авиационная дивизия - 203-я истребительная авиационная дивизия - 234-я истребительная авиационная дивизия - 235-я истребительная авиационная дивизия - 214-я штурмовая авиационная дивизия - 224-я штурмовая авиационная дивизия - 231-я штурмовая авиационная дивизия - 232-я штурмовая авиационная дивизия - 233-я штурмовая авиационная дивизия - 204-я бомбардировочная авиационная дивизия - 213-я ночная бомбардировочная авиационная дивизия - 215-я смешанная авиационная дивизия - 901-й легко-бомбардировочный авиационный полк - 1-я разведывательная авиационная эскадрилья |

| - 201-я истребительная авиационная дивизия - 202-я истребительная авиационная дивизия - 203-я истребительная авиационная дивизия - 234-я истребительная авиационная дивизия - 214-я штурмовая авиационная дивизия - 224-я штурмовая авиационная дивизия - 231-я штурмовая авиационная дивизия - 232-я штурмовая авиационная дивизия - 233-я штурмовая авиационная дивизия - 204-я бомбардировочная авиационная дивизия - 213-я ночная бомбардировочная авиационная дивизия - 215-я смешанная авиационная дивизия - 10-й разведывательный авиационный полк - 713-й транспортный авиационный полк |

| - 201-я истребительная авиационная дивизия - 202-я истребительная авиационная дивизия - 203-я истребительная авиационная дивизия - 234-я истребительная авиационная дивизия - 214-я штурмовая авиационная дивизия - 224-я штурмовая авиационная дивизия - 231-я штурмовая авиационная дивизия - 232-я штурмовая авиационная дивизия - 233-я штурмовая авиационная дивизия - 204-я бомбардировочная авиационная дивизия - 213-я ночная бомбардировочная авиационная дивизия - 10-й разведывательный авиационный полк - 713-й транспортный авиационный полк - 1-й санитарный авиационный полк - 20-я корректировочная авиационная эскадрилья - 21-я корректировочная авиационная эскадрилья |

| - 201-я истребительная авиационная дивизия - 202-я истребительная авиационная дивизия - 203-я истребительная авиационная дивизия - 234-я истребительная авиационная дивизия - 263-я истребительная авиационная дивизия - 204-я бомбардировочная авиационная дивизия - 285-я бомбардировочная авиационная дивизия - 213-я ночная бомбардировочная авиационная дивизия - 214-я штурмовая авиационная дивизия - 224-я штурмовая авиационная дивизия - 231-я штурмовая авиационная дивизия - 232-я штурмовая авиационная дивизия - 233-я штурмовая авиационная дивизия - 627-й санитарный авиационный полк - 713-й транспортный авиационный полк - 10-й разведывательный авиационный полк - 1-й санитарный авиационный полк - 20-я корректировочная авиационная эскадрилья - 21-я корректировочная авиационная эскадрилья |

| - 201-я истребительная авиационная дивизия - 202-я истребительная авиационная дивизия - 203-я истребительная авиационная дивизия - 234-я истребительная авиационная дивизия - 204-я бомбардировочная авиационная дивизия - 213-я ночная бомбардировочная авиационная дивизия - 214-я штурмовая авиационная дивизия - 224-я штурмовая авиационная дивизия - 231-я штурмовая авиационная дивизия - 232-я штурмовая авиационная дивизия - 233-я штурмовая авиационная дивизия - 627-й санитарный авиационный полк - 713-й транспортный авиационный полк - 10-й разведывательный авиационный полк - 1-й санитарный авиационный полк - 20-я корректировочная авиационная эскадрилья - 21-я корректировочная авиационная эскадрилья |

| - 203-я истребительная авиационная дивизия - 234-я истребительная авиационная дивизия - 204-я бомбардировочная авиационная дивизия - 213-я ночная бомбардировочная авиационная дивизия - 224-я штурмовая авиационная дивизия - 233-я штурмовая авиационная дивизия - 708-й бомбардировочный авиационный полк - 713-й транспортный авиационный полк - 10-й разведывательный авиационный полк - 1-й санитарный авиационный полк - 20-я корректировочная авиационная эскадрилья - 21-я корректировочная авиационная эскадрилья |

| - 203-я истребительная авиационная дивизия - 234-я истребительная авиационная дивизия - 204-я бомбардировочная авиационная дивизия - 213-я ночная бомбардировочная авиационная дивизия - 224-я штурмовая авиационная дивизия - 233-я штурмовая авиационная дивизия - 18-й гвардейский истребительный авиационный полк - 49-й истребительный авиационный полк - 179-й истребительный авиационный полк - 289-й штурмовой авиационный полк - 713-й транспортный авиационный полк - 10-й разведывательный авиационный полк - 1-й санитарный авиационный полк - 21-я корректировочная авиационная эскадрилья |

### Боевой состав на 1943 год
| В состав армии на 1 января 1943 года входили: - 203-я истребительная авиационная дивизия - 234-я истребительная авиационная дивизия - 204-я бомбардировочная авиационная дивизия - 213-я ночная бомбардировочная авиационная дивизия - 224-я штурмовая авиационная дивизия - 233-я штурмовая авиационная дивизия - 10-й дальнеразведывательный авиационный полк - 18-й гвардейский истребительный авиационный полк - 46-й истребительный авиационный полк - 179-й истребительный авиационный полк - 289-й штурмовой авиационный полк - 713-й транспортный авиационный полк - 1-й санитарный авиационный полк - 21-я корректировочная авиационная эскадрилья |

| В состав армии входили на 1 февраля 1943 года входили: - 203-я истребительная авиационная дивизия - 234-я истребительная авиационная дивизия - 204-я бомбардировочная авиационная дивизия - 213-я ночная бомбардировочная авиационная дивизия - 224-я штурмовая авиационная дивизия - 233-я штурмовая авиационная дивизия - 10-й разведывательный авиационный полк - 179-й истребительный авиационный полк - 289-й штурмовой авиационный полк - 713-й транспортный авиационный полк - 1-й санитарный авиационный полк - 20-я корректировочная авиационная эскадрилья - 21-я корректировочная авиационная эскадрилья |

| В состав армии входили на 1 марта 1943 года входили: - 303-я истребительная авиационная дивизия - 309-я истребительная авиационная дивизия - 204-я бомбардировочная авиационная дивизия - 213-я ночная бомбардировочная авиационная дивизия - 224-я штурмовая авиационная дивизия - 233-я штурмовая авиационная дивизия - 10-й разведывательный авиационный полк - 179-й истребительный авиационный полк - 289-й штурмовой авиационный полк - 713-й транспортный авиационный полк - 1-й санитарный авиационный полк - 20-я корректировочная авиационная эскадрилья - 21-я корректировочная авиационная эскадрилья В марте 1943 года в армию была включена французская истребительная эскадрилья «Нормандия − Неман», преобразованная впоследствии в полк «Нормандия − Неман». |

| В состав армии входили на 1 апреля 1943 года входили: - 303-я истребительная авиационная дивизия - 309-я истребительная авиационная дивизия - 204-я бомбардировочная авиационная дивизия - 213-я ночная бомбардировочная авиационная дивизия - 224-я штурмовая авиационная дивизия - 233-я штурмовая авиационная дивизия - 311-я штурмовая авиационная дивизия - 10-й разведывательный авиационный полк - 713-й транспортный авиационный полк - 1-й санитарный авиационный полк - 20-я корректировочная авиационная эскадрилья - 21-я корректировочная авиационная эскадрилья |

| В состав армии входили на 1 мая 1943 года входили: - 303-я истребительная авиационная дивизия - 309-я истребительная авиационная дивизия - 204-я бомбардировочная авиационная дивизия - 213-я ночная бомбардировочная авиационная дивизия - 224-я штурмовая авиационная дивизия - 233-я штурмовая авиационная дивизия - 311-я штурмовая авиационная дивизия - 10-й разведывательный авиационный полк - 713-й транспортный авиационный полк - 1-й санитарный авиационный полк - 21-я корректировочная авиационная эскадрилья |

| В состав армии входили на 1 июня 1943 года входили: - 2-й истребительный авиационный корпус - 7-я гвардейская истребительная авиационная дивизия - 215-я истребительная авиационная дивизия - 303-я истребительная авиационная дивизия - 309-я истребительная авиационная дивизия - 204-я бомбардировочная авиационная дивизия - 213-я ночная бомбардировочная авиационная дивизия - 224-я штурмовая авиационная дивизия - 233-я штурмовая авиационная дивизия - 311-я штурмовая авиационная дивизия - 10-й разведывательный авиационный полк - 713-й транспортный авиационный полк - 1-й санитарный авиационный полк - 21-я корректировочная авиационная эскадрилья |

| В состав армии входили на 1 июля 1943 года входили: - 2-й штурмовой авиационный корпус - 231-я штурмовая авиационная дивизия - 232-я штурмовая авиационная дивизия - 2-й истребительный авиационный корпус - 7-я гвардейская истребительная авиационная дивизия - 8-й истребительный авиационный корпус - 215-я истребительная авиационная дивизия - 323-я истребительная авиационная дивизия - 204-я бомбардировочная авиационная дивизия - 224-я штурмовая авиационная дивизия - 233-я штурмовая авиационная дивизия - 311-я штурмовая авиационная дивизия - 213-я ночная бомбардировочная авиационная дивизия - 10-й разведывательный авиационный полк - 713-й транспортный авиационный полк - 1-й санитарный авиационный полк - 65-я корректировочная авиационная эскадрилья |

| В состав армии входили на 1 августа 1943 года входили: - 2-й бомбардировочный авиационный корпус - 223-я бомбардировочная авиационная дивизия - 285-я бомбардировочная авиационная дивизия - 2-й штурмовой авиационный корпус - 231-я штурмовая авиационная дивизия - 232-я штурмовая авиационная дивизия - 2-й истребительный авиационный корпус - 7-я гвардейская истребительная авиационная дивизия - 322-я истребительная авиационная дивизия - 8-й истребительный авиационный корпус - 215-я истребительная авиационная дивизия - 323-я истребительная авиационная дивизия - 11-й смешанный авиационный корпус - 4-й истребительный авиационный полк - 148-й истребительный авиационный полк - 293-й истребительный авиационный полк - 724-й штурмовой авиационный полк - 204-я бомбардировочная авиационная дивизия - 224-я штурмовая авиационная дивизия - 233-я штурмовая авиационная дивизия - 311-я штурмовая авиационная дивизия - 303-я истребительная авиационная дивизия - 309-я истребительная авиационная дивизия - 213-я ночная бомбардировочная авиационная дивизия - 10-й разведывательный авиационный полк - 713-й транспортный авиационный полк - 1-й санитарный авиационный полк - 32-я корректировочная авиационная эскадрилья - 62-я корректировочная авиационная эскадрилья - 65-я корректировочная авиационная эскадрилья Артиллерия РВГК, армейская и корпусная: - 1550-й зенитный артиллерийский полк - 1551-й зенитный артиллерийский полк - 1552-й зенитный артиллерийский полк - 1553-й зенитный артиллерийский полк - 1604-й зенитный артиллерийский полк |

| В состав армии входили на 1 сентября 1943 года входили: - 2-й бомбардировочный авиационный корпус - 223-я бомбардировочная авиационная дивизия - 285-я бомбардировочная авиационная дивизия - 2-й штурмовой авиационный корпус - 231-я штурмовая авиационная дивизия - 232-я штурмовая авиационная дивизия - 8-й истребительный авиационный корпус - 215-я истребительная авиационная дивизия - 323-я истребительная авиационная дивизия - 204-я бомбардировочная авиационная дивизия - 233-я штурмовая авиационная дивизия - 311-я штурмовая авиационная дивизия - 303-я истребительная авиационная дивизия - 309-я истребительная авиационная дивизия - 213-я ночная бомбардировочная авиационная дивизия - 325-я ночная бомбардировочная авиационная дивизия - 10-й разведывательный авиационный полк - 122-й истребительный авиационный полк - 179-й истребительный авиационный полк - 713-й транспортный авиационный полк - 1-й санитарный авиационный полк - 21-я корректировочная авиационная эскадрилья - 32-я корректировочная авиационная эскадрилья - 62-я корректировочная авиационная эскадрилья - 65-я корректировочная авиационная эскадрилья - 337-я разведывательная авиационная эскадрилья - 1-й авиационный полк ГВФ - 1-й истребительный авиационный полк «Нормандия» Артиллерия РВГК, армейская и корпусная: - 1550-й зенитный артиллерийский полк - 1551-й зенитный артиллерийский полк - 1552-й зенитный артиллерийский полк - 1553-й зенитный артиллерийский полк - 1604-й зенитный артиллерийский полк |

| В состав армии входили на 1 октября 1943 года входили: - 1-й гвардейский бомбардировочный авиационный корпус - 4-я гвардейская бомбардировочная авиационная дивизия - 5-я гвардейская бомбардировочная авиационная дивизия - 2-й штурмовой авиационный корпус - 7-я гвардейская штурмовая авиационная дивизия - 231-я штурмовая авиационная дивизия - 3-я гвардейская бомбардировочная авиационная дивизия - 233-я штурмовая авиационная дивизия - 311-я штурмовая авиационная дивизия - 303-я истребительная авиационная дивизия - 309-я истребительная авиационная дивизия - 213-я ночная бомбардировочная авиационная дивизия - 325-я ночная бомбардировочная авиационная дивизия - 10-й разведывательный авиационный полк - 122-й истребительный авиационный полк - 179-й истребительный авиационный полк - 713-й транспортный авиационный полк - 1-й санитарный авиационный полк - 21-я корректировочная авиационная эскадрилья - 32-я корректировочная авиационная эскадрилья - 62-я корректировочная авиационная эскадрилья - 65-я корректировочная авиационная эскадрилья - 337-я разведывательная авиационная эскадрилья - 1-й авиационный полк ГВФ Артиллерия РВГК, армейская и корпусная: - 1550-й зенитный артиллерийский полк - 1551-й зенитный артиллерийский полк - 1552-й зенитный артиллерийский полк - 1553-й зенитный артиллерийский полк - 1604-й зенитный артиллерийский полк |

| В состав армии входили на 1 ноября 1943 года входили: - 1-й гвардейский бомбардировочный авиационный корпус - 4-я гвардейская бомбардировочная авиационная дивизия - 5-я гвардейская бомбардировочная авиационная дивизия - 2-й штурмовой авиационный корпус - 7-я гвардейская штурмовая авиационная дивизия - 231-я штурмовая авиационная дивизия - 3-я гвардейская бомбардировочная авиационная дивизия - 233-я штурмовая авиационная дивизия - 311-я штурмовая авиационная дивизия - 303-я истребительная авиационная дивизия - 309-я истребительная авиационная дивизия - 213-я ночная бомбардировочная авиационная дивизия - 325-я ночная бомбардировочная авиационная дивизия - 10-й разведывательный авиационный полк - 122-й истребительный авиационный полк - 179-й истребительный авиационный полк - 713-й транспортный авиационный полк - 1-й санитарный авиационный полк - 21-я корректировочная авиационная эскадрилья - 32-я корректировочная авиационная эскадрилья - 62-я корректировочная авиационная эскадрилья - 65-я корректировочная авиационная эскадрилья - 337-я разведывательная авиационная эскадрилья - 1-й авиационный полк ГВФ Артиллерия РВГК, армейская и корпусная: - 1550-й зенитный артиллерийский полк - 1551-й зенитный артиллерийский полк - 1552-й зенитный артиллерийский полк - 1553-й зенитный артиллерийский полк - 1604-й зенитный артиллерийский полк |

| В состав армии входили на 1 декабря 1943 года входили: - 1-й гвардейский бомбардировочный авиационный корпус - 4-я гвардейская бомбардировочная авиационная дивизия - 5-я гвардейская бомбардировочная авиационная дивизия - 2-й штурмовой авиационный корпус - 7-я гвардейская штурмовая авиационная дивизия - 231-я штурмовая авиационная дивизия - 3-я гвардейская бомбардировочная авиационная дивизия - 233-я штурмовая авиационная дивизия - 311-я штурмовая авиационная дивизия - 303-я истребительная авиационная дивизия - 309-я истребительная авиационная дивизия - 213-я ночная бомбардировочная авиационная дивизия - 325-я ночная бомбардировочная авиационная дивизия - 10-й разведывательный авиационный полк - 713-й транспортный авиационный полк - 1-й санитарный авиационный полк - 21-я корректировочная авиационная эскадрилья - 32-я корректировочная авиационная эскадрилья - 62-я корректировочная авиационная эскадрилья - 65-я корректировочная авиационная эскадрилья - 337-я разведывательная авиационная эскадрилья - 1-й авиационный полк ГВФ Артиллерия РВГК, армейская и корпусная: - 1550-й зенитный артиллерийский полк - 1551-й зенитный артиллерийский полк - 1552-й зенитный артиллерийский полк - 1553-й зенитный артиллерийский полк - 1604-й зенитный артиллерийский полк |

### Боевой состав на 1944 год
В июле 1944 года 38-я подвижная авиационная ремонтная железнодорожная мастерская включена в состав армии 3-го Белорусского фронта с местом базирования на станции Ельня Смоленской области. 20 июля мастерская вошла в состав Действующей армии.

### 1 ноября 1944
- 1551, 1552, 1553, 1565, 1600, 1602, 1608 зенап (Армейская артиллерия)
- 6 гв., 276 бад, 1 гв., 182, 277, 311 шад, 129, 130, 240, 303, 330 иад, 213 нбад, 9 гв. иап, 10, 90 рап, 117 крап, 142 трап, 1 санап, 354 оапс, 1 иап «Нормандия» (фр.) (Военно-воздушные силы)
- и другие формирования

### Боевой состав на 1945 год
| В состав армии на 1 января 1945 года входили: - 6-я гвардейская бомбардировочная авиационная дивизия; - 276-я бомбардировочная авиационная дивизия; - 1-я гвардейская штурмовая авиационная дивизия; - 182-я штурмовая авиационная дивизия; - 277-я штурмовая авиационная дивизия; - 311-я штурмовая авиационная дивизия; - 129-я истребительная авиационная дивизия; - 130-я истребительная авиационная дивизия; - 240-я истребительная авиационная дивизия; - 303-я истребительная авиационная дивизия; - 330-я истребительная авиационная дивизия; - 213-я ночная бомбардировочная авиационная дивизия; - 406-й ночной бомбардировочный авиационный полк; - 10-й отдельный разведывательный авиационный полк; - 90-й отдельный разведывательный авиационный полк; - 117-й корректировочно-разведывательный авиационный полк; - 151-й корректировочно-разведывательный авиационный полк; - 142-й транспортный авиационный полк; - 1-й санитарный авиационный полк; - 354-й авиационный полк связи - 1-й французский истребительный авиационный полк «Нормандия». Артиллерия РВГК, армейская и корпусная: - 1551-й зенитный артиллерийский полк - 1552-й зенитный артиллерийский полк - 1553-й зенитный артиллерийский полк - 1565-й зенитный артиллерийский полк - 1600-й зенитный артиллерийский полк - 1602-й зенитный артиллерийский полк - 1608-й зенитный артиллерийский полк |

| В состав армии на 1 февраля 1945 года входили: - 6-я гвардейская бомбардировочная авиационная дивизия; - 276-я бомбардировочная авиационная дивизия; - 1-я гвардейская штурмовая авиационная дивизия; - 182-я штурмовая авиационная дивизия; - 277-я штурмовая авиационная дивизия; - 311-я штурмовая авиационная дивизия; - 129-я истребительная авиационная дивизия; - 130-я истребительная авиационная дивизия; - 240-я истребительная авиационная дивизия; - 303-я истребительная авиационная дивизия; - 330-я истребительная авиационная дивизия; - 213-я ночная бомбардировочная авиационная дивизия; - 406-й ночной бомбардировочный авиационный полк; - 10-й отдельный разведывательный авиационный полк; - 90-й отдельный разведывательный авиационный полк; - 117-й корректировочно-разведывательный авиационный полк; - 151-й корректировочно-разведывательный авиационный полк; - 142-й транспортный авиационный полк; - 1-й санитарный авиационный полк; - 354-й авиационный полк связи - 1-й французский истребительный авиационный полк «Нормандия». Артиллерия РВГК, армейская и корпусная: - 1551-й зенитный артиллерийский полк - 1552-й зенитный артиллерийский полк - 1553-й зенитный артиллерийский полк - 1565-й зенитный артиллерийский полк - 1600-й зенитный артиллерийский полк - 1602-й зенитный артиллерийский полк - 1608-й зенитный артиллерийский полк |

| В состав армии на 1 марта 1945 года входили: - 6-я гвардейская бомбардировочная авиационная дивизия; - 276-я бомбардировочная авиационная дивизия; - 1-я гвардейская штурмовая авиационная дивизия; - 182-я штурмовая авиационная дивизия; - 277-я штурмовая авиационная дивизия; - 311-я штурмовая авиационная дивизия; - 129-я истребительная авиационная дивизия; - 130-я истребительная авиационная дивизия; - 240-я истребительная авиационная дивизия; - 303-я истребительная авиационная дивизия; - 330-я истребительная авиационная дивизия; - 213-я ночная бомбардировочная авиационная дивизия; - 406-й ночной бомбардировочный авиационный полк; - 10-й отдельный разведывательный авиационный полк; - 90-й отдельный разведывательный авиационный полк; - 117-й корректировочно-разведывательный авиационный полк; - 151-й корректировочно-разведывательный авиационный полк; - 142-й транспортный авиационный полк; - 1-й санитарный авиационный полк; - 354-й авиационный полк связи - 1-й французский истребительный авиационный полк «Нормандия». Артиллерия РВГК, армейская и корпусная: - 1551-й зенитный артиллерийский полк - 1552-й зенитный артиллерийский полк - 1553-й зенитный артиллерийский полк - 1565-й зенитный артиллерийский полк - 1600-й зенитный артиллерийский полк - 1602-й зенитный артиллерийский полк - 1608-й зенитный артиллерийский полк |

| В состав армии на 1 апреля 1945 года входили: - 6-й гвардейский бомбардировочный авиационный корпус: - 326-я бомбардировочная авиационная дивизия; - 334-я бомбардировочная авиационная дивизия; - 6-я гвардейская бомбардировочная авиационная дивизия; - 276-я бомбардировочная авиационная дивизия; - 1-я гвардейская штурмовая авиационная дивизия; - 182-я штурмовая авиационная дивизия; - 277-я штурмовая авиационная дивизия; - 311-я штурмовая авиационная дивизия; - 129-я истребительная авиационная дивизия; - 130-я истребительная авиационная дивизия; - 240-я истребительная авиационная дивизия; - 303-я истребительная авиационная дивизия; - 330-я истребительная авиационная дивизия; - 213-я ночная бомбардировочная авиационная дивизия; - 406-й ночной бомбардировочный авиационный полк; - 10-й отдельный разведывательный авиационный полк; - 90-й отдельный разведывательный авиационный полк; - 117-й корректировочно-разведывательный авиационный полк; - 151-й корректировочно-разведывательный авиационный полк; - 142-й транспортный авиационный полк; - 1-й санитарный авиационный полк; - 354-й авиационный полк связи - 1-й французский истребительный авиационный полк «Нормандия». Артиллерия РВГК, армейская и корпусная: - 1551-й зенитный артиллерийский полк - 1552-й зенитный артиллерийский полк - 1553-й зенитный артиллерийский полк - 1565-й зенитный артиллерийский полк - 1600-й зенитный артиллерийский полк - 1602-й зенитный артиллерийский полк - 1608-й зенитный артиллерийский полк |

| В состав армии на 1 мая 1945 года входили: - 6-я гвардейская бомбардировочная авиационная дивизия; - 276-я бомбардировочная авиационная дивизия; - 1-я гвардейская штурмовая авиационная дивизия; - 182-я штурмовая авиационная дивизия; - 277-я штурмовая авиационная дивизия; - 311-я штурмовая авиационная дивизия; - 129-я истребительная авиационная дивизия; - 130-я истребительная авиационная дивизия; - 303-я истребительная авиационная дивизия; - 330-я истребительная авиационная дивизия; - 213-я ночная бомбардировочная авиационная дивизия; - 406-й ночной бомбардировочный авиационный полк; - 10-й отдельный разведывательный авиационный полк; - 90-й отдельный разведывательный авиационный полк; - 117-й корректировочно-разведывательный авиационный полк; - 151-й корректировочно-разведывательный авиационный полк; - 142-й транспортный авиационный полк; - 1-й санитарный авиационный полк; - 354-й авиационный полк связи - 1-й французский истребительный авиационный полк «Нормандия». Артиллерия РВГК, армейская и корпусная: - 1551-й зенитный артиллерийский полк - 1552-й зенитный артиллерийский полк - 1553-й зенитный артиллерийский полк - 1565-й зенитный артиллерийский полк - 1600-й зенитный артиллерийский полк - 1602-й зенитный артиллерийский полк - 1608-й зенитный артиллерийский полк |

## После войны
После войны дислоцировалась в Белорусском военном округе.
В феврале 1949 года 1-я воздушная армия переименована в 26-ю воздушную армию (директива начальника ГШ ВС СССР № ОРГ 120026 от 10 января 1949 года).
В апреле 1980 года 26-я воздушная армия переформирована в ВВС Белорусского военного округа (директива начальника ГШ ВС СССР от 1980 года № 314/1/00170).
В мае 1988 года ВВС Белорусского военного округа переформированы обратно в 26-ю воздушную армию (приказ министра обороны СССР от 1988 года № 0018).

## Командующие 1 (26) ВА после войны
В послевоенный период армией (в 1980—1988 годах — ВВС Белорусского военного округа) командовали:
- июль 1946 — февраль 1947 — маршал авиации Ворожейкин Г. А.
- февраль 1947 — декабрь 1948 — генерал-полковник авиации Руденко С. И.
- апрель 1949 — октябрь 1950 — генерал-полковник авиации Туркель И. Л.
- октябрь 1950 — август 1951 — генерал-лейтенант авиации Изотов В. И. (врид)
- август 1951 — июнь 1953 — генерал-лейтенант авиации Рубанов С. У.
- июнь 1953 — апрель 1955 — генерал-полковник авиации Судец В. А.
- апрель 1955 — май 1956 — генерал-полковник авиации Красовский С. А.
- май 1956 — май 1958 — генерал-лейтенант авиации Сенаторов А. С.
- май 1958 — январь 1964 — генерал-майор авиации, с 5.08.1958 генерал-лейтенант авиации Рыкачёв Ю. Б.
- январь 1964 — февраль 1972 — генерал-лейтенант авиации, с 19.02.1968 генерал-полковник авиации Жуковский С. Я.
- февраль 1972 — декабрь 1976 — генерал-майор авиации, с 23.02.1972 генерал-лейтенант авиации Беда Л. И.
- март 1977 — июнь 1982 — генерал-майор авиации, с 27.10.1977 генерал-лейтенант авиации Закревский А. Н.
- июнь 1982 — декабрь 1984 — генерал-майор авиации, с 16.12.1982 генерал-лейтенант авиации Буланкин В. С.
- декабрь 1984 — май 1988 — генерал-майор авиации, с 30.04.1988 генерал-лейтенант авиации Малюков А. И.
- май 1988 — июнь 1992 — генерал-майор авиации, с 30.10.1989 генерал-лейтенант авиации Седов С. В.

## Правопреемники
- Военно-воздушные силы Республики Беларусь (с 15 июня 1992 года приказом Министра обороны Республики Беларусь № 05)
- Военно-воздушные силы и войска ПВО Республики Беларусь (2001 год)[19]

## Отличившиеся воины
Кавалеры ордена Славы 3-х степеней.
10-й отдельный разведывательный авиационный полк:
- Ашин, Александр Сергеевич, старший сержант, воздушный стрелок-радист.
- Перетятько, Гавриил Ильич, старшина, воздушный стрелок-радист.
- Петруновский, Михаил Данилович, сержант, воздушный стрелок-радист.

276-я бомбардировочная авиационная дивизия:
- Браун, Николай Варфоломеевич, гвардии сержант, воздушный стрелок-радист 34-го гвардейского бомбардировочного авиационного полка.
- Броницкий, Алексей Васильевич, сержант, воздушный стрелок-радист 140-го бомбардировочного авиационного полка.
- Лагунов, Фёдор Иванович, гвардии старшина, начальник связи эскадрильи 34-го гвардейского бомбардировочного авиационного полка.
- Савчук, Николай Васильевич, старший сержант, воздушный стрелок-радист 58 бомбардировочного авиационного полка.

Кавалеры ордена Славы 3-х степеней 1-й гвардейской штурмовой авиационной дивизии, 277 и 311 штурмовых авиационных дивизий размещены на страницах этих формирований.